# Kup Hrvatske u odbojci za muškarce 2014.
Kup Hrvatske u odbojci za muškarce za 2014. godinu je osvojila Mladost iz Zagreba. 

Kup je igran u jesenskom dijelu sezone 2014./15.

## Rezultati

### 1. kolo
Prvi susreti su igrani 4. i 5. listopada, a uzvrati 15. listopada 2014. godine.
| klub1                  | klub2                                  | 1. ut    | 2. ut    | napomene |
| ---------------------- | -------------------------------------- | -------- | -------- | -------- |
| Zadar                  | Mladost Marina Kaštela (Kaštel Lukšić) | 0:3      | 0:3      |          |
| Šibenik                | Mladost Zagreb                         | 0:3      | 1:3      |          |
| Split                  | Rovinj                                 | 0:3      | 0:3      |          |
| Borovo - Vukovar       | Mursa - Osijek                         | 0:3      | 1:3      |          |
| Varaždin Volley        | Sisak                                  | 1:3      | 0:3      |          |
| Croatia Zagreb         | Karlovac                               | 2:3      | 2:3      |          |
| Gorica (Velika Gorica) | Rijeka                                 | 2:3      | 0:3      |          |
| Centrometal Črečan     |                                        | slobodni | slobodni | slobodni |

### Četvrtzavršnica
Prve utakmice igrane 12. studenog, a uzvrati 26. studenog 2014.
| klub1          | klub2                                  | 1. ut | 2. ut | napomene                                    |
| -------------- | -------------------------------------- | ----- | ----- | ------------------------------------------- |
| Sisak          | Mladost Marina Kaštela (Kaštel Lukšić) | 3:1   | 0:3   | Mladost Marina Kaštela prošla zlatnim setom |
| Mursa - Osijek | Mladost Zagreb                         | 1:3   | 1:3   |                                             |
| Rijeka         | Rovinj                                 | 3:0   | 1:3   | Rovinj prošao zlatnim setom                 |
| Karlovac       | Centrometal Črečan                     | 1:3   | 0:3   |                                             |

### Završni turnir
Igrano 19. i 20. prosinca 2014. u Rovinju u dvorani SD Gimnasium.
| klub1                                  | rez.          | klub2              |
| poluzavršnica                          | poluzavršnica | poluzavršnica      |
| -------------------------------------- | ------------- | ------------------ |
| Mladost Marina Kaštela (Kaštel Lukšić) | 3:0           | Centrometal Črečan |
| Mladost Zagreb                         | 3:1           | Rovinj             |
|                                        |               |                    |
| za pobjednika                          |               |                    |
| Mladost Marina Kaštela (Kaštel Lukšić) | 1:3           | "Mladost Zagreb    |

## Poveznice
- Kup Hrvatske u odbojci za muškarce
- 1.A liga 2014./15.
- 2.A HOL 2014./15.
- Kup za žene 2014.